# Malbinəsi
Malbinəsi è un comune dell'Azerbaigian situato nel distretto di Yevlax. Conta una popolazione di 2 168 abitanti.